# أندريه لابيرج
أندريه لابيرج (بالإنجليزية: Andrée Laberge)‏ (1953، مدينة كيبك في كندا)؛ كاتِبة وروائية كندية.